# Neopelta pulvinus
Neopelta pulvinus är en svampdjursart som beskrevs av Kelly 2007. Neopelta pulvinus ingår i släktet Neopelta och familjen Neopeltidae. Inga underarter finns listade i Catalogue of Life.